# Ingo van Weert
Ingo van Weert (Drunen, 8 februari 1994) is een Nederlands professioneel voetballer die doorgaans als centrumverdediger uitkomt.

## Clubcarrière
Van Weert startte in 2003 in de jeugd opleiding van RKC Waalwijk tot de C1. Daarna begon de samenwerking met Willem II en speelde de verdediger in de gedeelde jeugdopleiding van de twee clubs. Waar hij speelde tot de A1 waar hij vervolgens moest kiezen tussen RKC en Willem II. Hij koos voor RKC Waalwijk en speelde daarna bij het belofteteam. Door blessures en transfers kreeg Van Weert een kans bij het eerste in de voorbereiding. Hij debuteerde op 3 augustus 2013 in het seizoen 2013/14 in de uitwedstrijd tegen FC Twente (0–0). Op 24 augustus gaf Van Weert de assist op de gelijkmaker, hierdoor greep RKC Waalwijk een punt. Op 4 september, een maand na zijn debuut, tekende hij een contract voor twee jaar met een optie voor een extra twee jaar. Met RKC degradeerde hij op zondag 18 mei 2014 uit de Eredivisie na een nederlaag (over twee wedstrijden) tegen Excelsior in de play-offs. In de Eerste divisie maakte hij zijn eerste professionele doelpunt, toen op 28 november 2014 met 2–1 verloren werd op bezoek bij Sparta Rotterdam.
Hij verruilde medio 2020 RKC Waalwijk voor het Poolse Stomil Olsztyn. Half maart 2021 werd zijn contract ontbonden. Hij vervolgde zijn loopbaan in Finland bij KTP. In augustus 2021 ging hij spelen voor SteDeCo. Na daar bijna twee jaar te hebben gespeeld vertrok Van Weert in maart 2023 naar Achilles Veen.

### Clubstatistieken
| Seizoen | Club           | Competitie     | Competitie | Competitie | Beker | Beker | Internationaal | Internationaal | Overig | Overig | Totaal | Totaal |
| Seizoen | Club           | Competitie     | Wed.       | Dlp.       | Wed.  | Dlp.  | Wed.           | Dlp.           | Wed.   | Dlp.   | Wed.   | Dlp.   |
| ------- | -------------- | -------------- | ---------- | ---------- | ----- | ----- | -------------- | -------------- | ------ | ------ | ------ | ------ |
| 2013/14 | RKC Waalwijk   | Eredivisie     | 11         | 0          | 0     | 0     | —              | —              | —      | —      | 11     | 0      |
| 2014/15 | RKC Waalwijk   | Jupiler League | 28         | 1          | 1     | 0     | —              | —              | —      | —      | 29     | 1      |
| 2015/16 | RKC Waalwijk   | Jupiler League | 26         | 1          | 0     | 0     | —              | —              | —      | —      | 26     | 1      |
| 2016/17 | RKC Waalwijk   | Jupiler League | 10         | 0          | 0     | 0     | —              | —              | —      | —      | 10     | 0      |
| 2017/18 | RKC Waalwijk   | Jupiler League | 19         | 3          | 2     | 0     | —              | —              | —      | —      | 21     | 3      |
| 2018/19 | RKC Waalwijk   | Jupiler League | 13         | 0          | 3     | 1     | —              | —              | 2      | 0      | 18     | 1      |
| 2019/20 | RKC Waalwijk   | Eredivisie     | 8          | 1          | 0     | 0     | —              | —              | —      | —      | 8      | 1      |
| 2020/21 | Stomil Olsztyn | Fortuna 1 Liga | 8          | 0          | 1     | 0     | —              | —              | —      | —      | 9      | 0      |
| 2020/21 | FC KTP         | Veikausliiga   | 5          | 0          | 0     | 0     | —              | —              | —      | —      | 5      | 0      |
| Totaal  | Totaal         | Totaal         | 128        | 6          | 7     | 1     | 0              | 0              | 2      | 0      | 137    | 7      |